# Lista över offentlig konst i Staffanstorps kommun
Lista över offentlig konst i Staffanstorps kommun är en ofullständig förteckning över främst utomhusplacerad offentlig konst i Staffanstorps kommun. 
| Titel                                                    | Konstnär(er)       | Årtal | Beskrivning                                   | Typ - material                    | Plats Koordinater                                                 | Bild                |
| -------------------------------------------------------- | ------------------ | ----- | --------------------------------------------- | --------------------------------- | ----------------------------------------------------------------- | ------------------- |
| Axet                                                     | Ingrid Maria Berg  |       |                                               | skulptur - Gjutjärn och aluminium | vid Bråhögsplatsen koordinater saknas                             | Axet                |
| Den som äger en trädgård och en boksamling, saknar intet | Ulla Viotti        |       |                                               | skulptur - tegel                  | utanför biblioteket/konsthallen i Staffanstorp koordinater saknas |                     |
| Diabiten                                                 | Christian Mattsson |       |                                               | skulptur - diabas                 | nära Pressbyrån i Staffanstorp koordinater saknas                 | Diabiten            |
| Sockerbitsträdet                                         | Åke Arenhill       |       |                                               | skulptur                          | på Sockerbruksgården i Staffanstorp koordinater saknas            |                     |
| Okänd titel                                              | CO Hultén          |       | Delar av relief från det tidigare kommunhuset | relief                            | på Torget framför Rådhuset i Staffanstorp koordinater saknas      |                     |
| Staffan Stalledräng                                      | Astrid Gärdsmark   |       |                                               | skulptur - brons                  | vid Pilegårdens entré koordinater saknas                          | Staffan Stalledräng |
| Stafn                                                    | Monika Gora        |       |                                               | skulptur - brons                  | på Mårtensplatsen i Staffanstorp 55.64325, 13.20811               | Stafn               |
| Monument                                                 | Carl Magnus        |       |                                               | skulptur                          | i bostadsområdet Nevisborg, Staffanstorp koordinater saknas       |                     |
| Flicka med fågel                                         | Ivar Ålenius-Björk |       |                                               | skulptur                          | i Balders Hage, Staffanstorp koordinater saknas                   | Flicka med fågel    |
| Stensamling                                              | Evert Fornäs       |       |                                               | skulptur - granit                 | på Åkershusvägen i Staffanstorp koordinater saknas                | Stensamling         |
| Okänd titel                                              | Bie Norling        |       | Två personer som utövar någon sport.          | reliefer - rostfri                | på Staffanshallens fasad koordinater saknas                       |                     |
| Tokes pussel                                             | Sven Börtz         |       |                                               | Mosaikmur                         | vid Nafnes plats i Hjärup koordinater saknas                      |                     |
| Optiskt koncept                                          | Alexius Huber      |       |                                               | skulptur - stål                   | vid Hulténs möbler i Staffanstorp koordinater saknas              | Optiskt koncept     |